# Josh McRoberts
Joshua Scott "Josh" McRoberts (Indianápolis, Indiana, 28 de fevereiro de 1987) é um jogador de basquete profissional norte-americano que atualmente joga pelo Dallas Mavericks na NBA.

## Estatísticas na NBA

### Temporada regular
| Ano     | Equipe      | PJ  | PT  | MPP  | %TC  | %3P  | %TL  | RPP | APP | ROB | TPP | PPP |
| ------- | ----------- | --- | --- | ---- | ---- | ---- | ---- | --- | --- | --- | --- | --- |
| 2007–08 | Portland    | 8   | 0   | 3.5  | .600 | .000 | .000 | 1.3 | .3  | .1  | .0  | 1.5 |
| 2008–09 | Indiana     | 33  | 0   | 8.5  | .422 | .000 | .769 | 2.2 | .5  | .4  | .5  | 2.4 |
| 2009–10 | Indiana     | 42  | 3   | 12.5 | .521 | .348 | .500 | 3.0 | 1.0 | .4  | .4  | 4.3 |
| 2010–11 | Indiana     | 72  | 51  | 22.2 | .547 | .383 | .739 | 5.3 | 2.1 | .6  | .8  | 7.4 |
| 2011–12 | L.A. Lakers | 50  | 6   | 14.4 | .475 | .429 | .639 | 3.4 | 1.0 | .3  | .4  | 2.8 |
| 2012–13 | Orlando     | 41  | 3   | 16.7 | .392 | .309 | .733 | 3.3 | 1.7 | .2  | .3  | 3.9 |
| 2012–13 | Charlotte   | 26  | 19  | 30.8 | .505 | .241 | .782 | 7.2 | 2.7 | .8  | .6  | 9.3 |
| 2013–14 | Charlotte   | 78  | 78  | 30.3 | .436 | .361 | .729 | 4.8 | 4.3 | .7  | .6  | 8.5 |
| 2014-15 | Miami       | 17  | 4   | 17.4 | .528 | .421 | .615 | 2.6 | 1.9 | .7  | .2  | 4.2 |
| 2015-16 | Miami       | 42  | 1   | 14.2 | .372 | .245 | .700 | 2.5 | 1.9 | .4  | .2  | 3.6 |
| Total   |             | 409 | 165 | 19.3 | .470 | .336 | .706 | 3.9 | 2.1 | .5  | .5  | 5.4 |

### Playoffs
| Ano   | Equipe      | PJ | PT | MPP  | %TC  | %3P  | %TL   | RPP | APP | ROB | TPP | PPP  |
| ----- | ----------- | -- | -- | ---- | ---- | ---- | ----- | --- | --- | --- | --- | ---- |
| 2011  | Indiana     | 5  | 0  | 15.8 | .333 | .000 | .818  | 3.6 | 1.2 | .8  | .2  | 5.0  |
| 2012  | L.A. Lakers | 6  | 0  | 2.7  | .250 | .000 | .000  | .7  | .2  | .3  | .2  | .3   |
| 2014  | Charlotte   | 4  | 4  | 38.5 | .455 | .471 | .800  | 6.8 | 3.8 | 1.0 | .3  | 11.5 |
| 2016  | Miami       | 10 | 0  | 13.4 | .471 | .0   | 1.000 | 2.6 | .9  | .5  | .5  | 3.8  |
| Total | Total       | 15 | 4  | 16.6 | .393 | .421 | .810  | 3.3 | 1.5 | .5  | .2  | 4.9  |